# Никольские ворота Петропавловской крепости
Никольские ворота (Вторые Кронверкские) — памятник архитектуры. Расположен в Санкт-Петербурге, в Никольской куртине Петропавловской крепости.
Изначально Никольские ворота — утилитарный проезд, предположительно, лишь закрытый воротными полотнами проём в стене. Согласно чертежам, изначально планировались не по центру, а с правой стороны куртины.
Судя по изображениям 1780 года, Никольские ворота к тому моменту оставались без какого-либо декора с внутренней стороны.
С внутренней стороны ворот указан 1755 год, первоначальное архитектурное убранство ворота получили не раньше этой даты. Согласно чертежам 1790-х годов, образцом при перестройке тех лет послужили Невские ворота, в частности, их портик. Для украшения использовались императорские вензеля, сначала — Екатерины II, с 1798 года — Павла I, далее они размещались с наружной стороны со сменой монархов. Четырёхколонные портики были сделаны с обеих сторон ворот, с наружной стороны тосканский портик был более массивным, антаблемент венчал треугольный фронтон. В интервале между колоннами были сделаны ниши с полукруглым завершением и тондо над ними. По высоте арка была 2,7 м, её обрамлял архивольт с замковым камнем. С внутренней стороны ворота были оформлены в плоскости валганговой стены полуциркульной аркой примерно 4,2 × 2,7 м, тоже с архивольтом и замковым камнем, но без ниш и тондо, вместо фронтона были сделаны два прямоугольных аттика с шарами по бокам. Ворота были выкрашены масляной краской под кирпич (то есть красной краской и белилами, имитировав швы). В 1800 году оба фасада ворот побелили, в 1806 и 1815 годах поверхность под аркой оштукатурили, в 1827 году ремонтировали цокольные плиты колонн внутреннего фасада, сложили заново аттик (предположительно тогда же шары убрали, а аттик увеличили; тогда же убрали импосты, архивольт и замковый камень). В 1840 году установили новые полотна ворот, окрасив их охрой под дуб. 

Наружный фасад Никольских ворот. 1920-е. Фото из коллекции ГИМ. Видны надписи с названием ворот и годом реконструкции «1874».

В 1870-х годах, при создании ансамбля Кронверка, ворота перестроили и расширили до 5,25 м в высоту и 6,3 м в ширину. Проект реконструкции создал в 1874 году А. А. Карбоньер, работы шли 4 месяца и стоили 5000 рублей, на внешнем фасаде написали «Никольские ворота» и «1874», внутренний фасад оформили скромнее. Воротные полотна сделали филёнчатыми с разными рисунками для внутренней и внешней стороны (более сложным для наружной).
В 1807, 1827, 1834 годах ворота ремонтировались. Воротные полотна оформлялись по одному образцу, сами ворота покрывали серой известью, колонны и пилястры — белой, цоколь — серым цветом с набрызгом.
Капитальный ремонт прошёл в 1966 году, проект реставрации составила И. Н. Бенуа. По проекту М. Ф. Егорова была восстановлена надпись «Никольские ворота», но не дата.